# ТОП 09
ТОП 09 (Традиция Ответственность Процветание 09, чеш. Tradice Odpovědnost Prosperita 09 — TOP 09) — правоцентристская политическая партия в Чехии.

## История партии

### Основание партии
Ядром новой партии стали бывшие члены Христианско-демократического союза — Чехословацкой народной партии, вышедшие из её состава во главе с бывшим председателем партии Мирославом Калоуском. Партия позиционирует себя как демократическая, правоцентристская, проевропейская и либерально-консервативная партия. Партия выступает за сокращение бюджетного дефицита, урезание финансирования государственного аппарата и реформы в области социального обеспечения и здравоохранения. Также ТОП 09, на равне с Чешской пиратской партией, Старосты и независимые и Партией зелёных является проевропейской партией.
Датой основания партии считается 26 июня 2009 годa, когда министерство внутренних дел Чехии официально зарегистрировала новую партию. Учредительный съезд партии прошёл в Праге 28 ноября 2009 года. На съезде был избран первый председатель партии Карел Шварценберг, а также первый заместитель председателя Мирослав Калоусек. После основания партии, в неё вступило более 1900 человек, среди них было множество бывших членов KDU-ČSL (например Мирослав Калоусек, Власта Перканова, Марек Женишек и другие). Из-за этого, KDU-ČSL потеряла в Сенате свой сенаторский клуб, а на выборах в Палату депутатов в 2010 году не смогла преодолеть 5 % барьер и впервые не попала в нижнюю палату парламента. Из-за совокупности всех этих фактов, между ТОП 09 и KDU-ČSL сохранялись враждебные отношения, вплоть до 2017 года.
После основания партии, между ТОП 09 и STAN было заключено соглашение о сотрудничестве партий на всех уровнях политики. На агитационных материалах логотип партии был с подписью «ТОП 09 с поддержкой Старост» (чеш. TOP 09 s podporou Starostů).
На выборах в Палату депутатов в 2010 году партия получила 873 833 (16,7 %) голосов и преодолела 5 % барьер. Из 41 избранного депутата была создана фракция «ТОП 09 и Старосты» (чеш. Poslanecký klub TOP 09 a Starostové), председателем которой стал лидер STAN Петр Газдик. Впоследствии партия заключила коалиционное соглашение с ODS и VV. В коалиционном правительстве Петра Нечаса получила пять министерских портфелей. Председатель партии Карел Шварценберг стал министром иностранных дел.

### Правительство Петра Нечаса (2010-2013)
Президент Вацлав Клаус назначил 28 июня 2010 года Петра Нечаса премьер-министром, а 13 июля были назначено правительство. Среди членов ТОП 09 были министрами:
| Должность                                               | Министр           | Партия                 | Начало исполнения обязанностей | Конец исполнения обязанностей |
| ------------------------------------------------------- | ----------------- | ---------------------- | ------------------------------ | ----------------------------- |
| Первый вице-премьер Чехии Министр иностранных дел Чехии | Карел Шварценберг | TOP 09                 | 13 июля 2010 года              | 10 июля 2013 года             |
| Министр финансов Чехии                                  | Мирослав Калоусек | TOP 09                 | 13 июля 2010 года              | 10 июля 2013 года             |
| Министр здравоохранения Чехии                           | Леош Хегер        | TOP 09                 | 13 июля 2010 года              | 10 июля 2013 года             |
| Министр труда и социальных дел Чехии                    | Яромир Драбек     | TOP 09                 | 13 июля 2010 года              | 31 октября 2012 года          |
| Министр труда и социальных дел Чехии                    | Людмила Мюллерова | TOP 09                 | 16 ноября 2012 года            | 10 июля 2013 года             |
| Министр культуры Чехии                                  | Йиржи Бессер      | Беспартийный за TOP 09 | 13 июля 2010 года              | 16 декабря 2011 года          |
| Министр культуры Чехии                                  | Алена Ганакова    | Беспартийная за TOP 09 | 20 декабря 2011 года           | 10 июля 2013 года             |

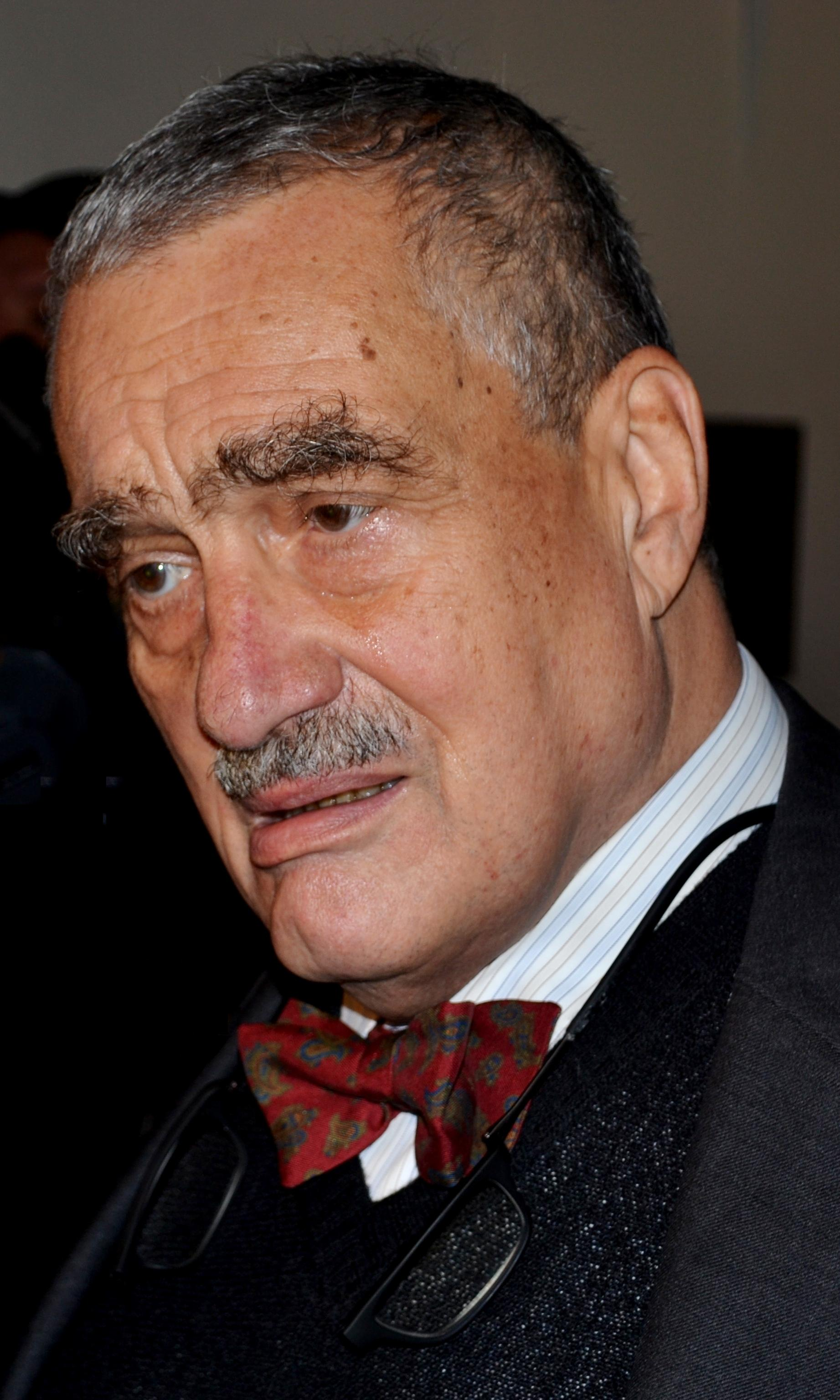
Председатель партии (2009-2015) Карел Шварценберг

Правительство не было слишком стабильным, в том числе из-за внутрипартийного кризиса и распада коалиционной партии Дела общественные. Некоторые бывшие члены партии Дела общественные основали партию LIDEM — liberální demokraté, которая сменила Дела общественные в коалиционном правительстве Петра Нечаса в 2012 году. Проводившиеся правительством и министром финансов Мирославом Калоуском экономические реформы и попытка реформировать пенсионную систему, были подвержены критикой левых партий и профсоюзов. На фоне коррупционного скандала в министерстве труда и социальных дел, министр Яромир Драбек был вынужден подать в отставку. Падение рейтинга правительства, акции протеста, коррупционные скандалы связанные с премьер-министром Петром Нечасом, привели к победе левых партий на региональных выборах в 2012 году, победе Милоша Земана на первых прямых выборах президента Чехии, а также возникновению популистского движения миллиардера Андрея Бабиша ANO 2011.
Вечером 17 июня 2013 года премьер-министр Петр Нечас подал в отставку, а вместе с ним в отставку ушло правительство. Президент отставку принял. После этого ТОП 09 поддержала предложение спикера нижней палаты парламента Мирославы Немцовой о составлении нового коалиционного правительства. Однако президент Милош Земан 25 июня назначил Иржи Руснока премьер-министром. Правительство Иржи Руснока не смогло заручиться поддержкой парламента и 13 августа правительство ушло в отставку, а нижння палата парламента была распущена.

### В оппозиции (2013-2021)
В 2013 году партия ТОП 09 и Старосты и независимые заключили новое соглашение, по которому их политическое сотрудничество оставалось лишь на выборах в нижнюю палату парламента и в Европейский парламент. 

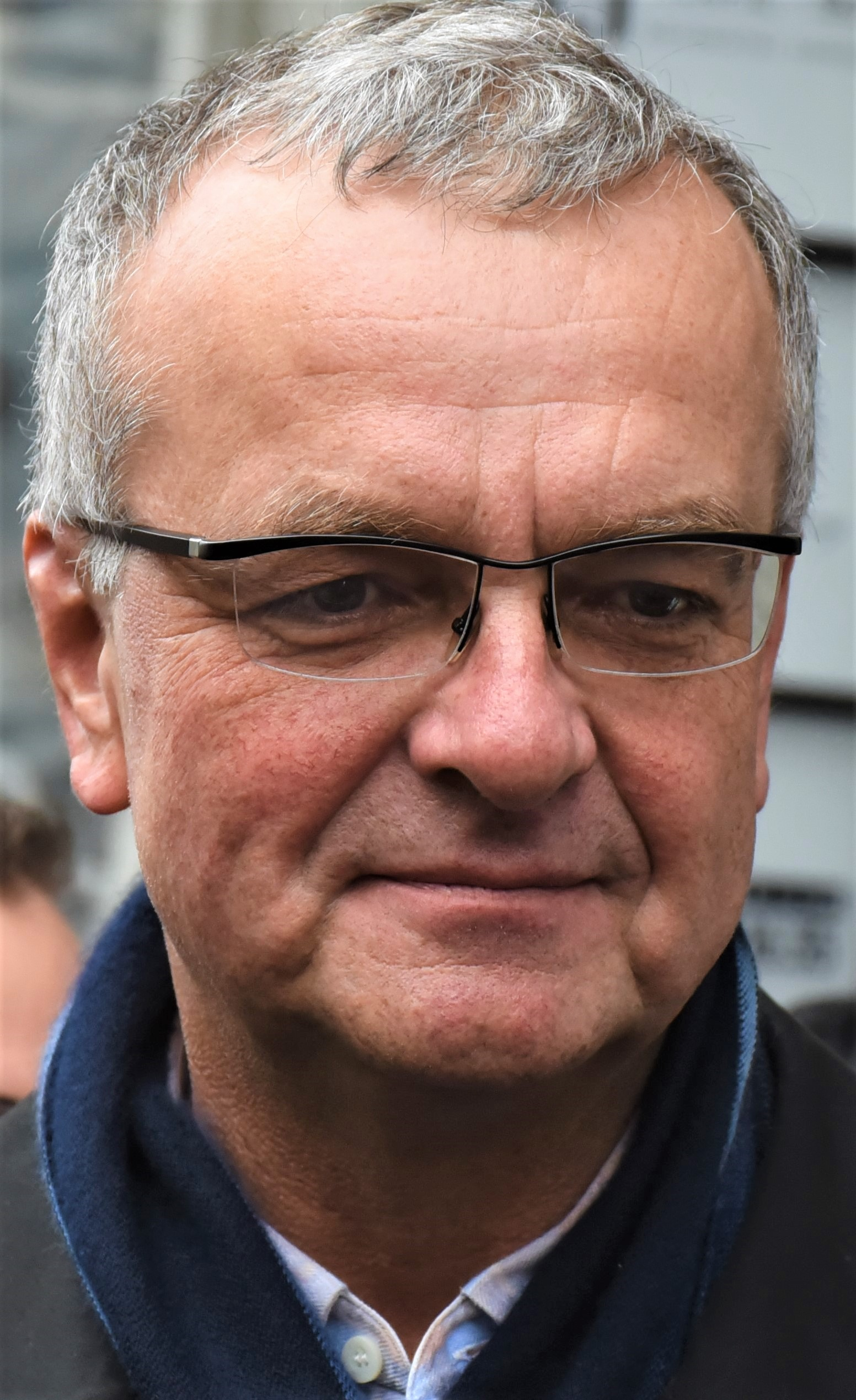
Председатель партии (2015—2017) Мирослав Калоусек

На досрочных выборах в Палату депутатов в 2013 году партия получила 596 357 (11,99 %) голосов и преодолела 5 % барьер. Новое коалиционное правительство составили партии ČSSD, ANO 2011 и KDU-ČSL. ТОП 09 осталась в оппозиции к новому правительству.
На выборах в Европейский парламент в 2014 году коалиция ТОП 09 и STAN получила 241 747 (15,95 %) голосов. От ТОП 09 в Европейский парламент были избраны: бывший министр юстиции в правительстве Петра Нечаса и бывший член ODS Иржи Поспишил, писатель и журналист Яромир Штетина и экономист Людек Нидермайер.
После коммунальных выборов в Праге в 2014 году, партия потеряла должность Приматора Праги и ушла в оппозицию к новому Приматору Праги Адриане Крначове (ANO 2011).

#### Председатель Мирослав Калоусек (2015—2017)
В ноябре 2015 года, на съезде партии, председатель партии Карел Шварценберг решает более не избираться на должность председателя партии. На его место избирают основателя и вдохновителя партии, пробывшего более шести лет первым заместителем председателя, депутата парламента Мирослава Калоуска. Карел Шварценберг избирается Почётным председателем партии. По состоянию на октябрь 2015 года в партии было свыше 3560 членов.
На региональных выборах 2016 года партия зафиксировала значительный провал, в том числе благодаря критике и негативной медийной кампании со стороны тогдашнего министра финансов Андрея Бабиша и принадлежавшим ему через фирму Agrofert средствам массовой информации. После этого, партия Старосты и независимые решила завершить своё сотрудничество с ТОП 09. В свою очередь, члены партии критиковали председателя ANO 2011 и министра финансов Андрея Бабиша за его финансовую политику и дотационных махинациях.

#### Председатель Йиржи Поспишил (2017—2019)

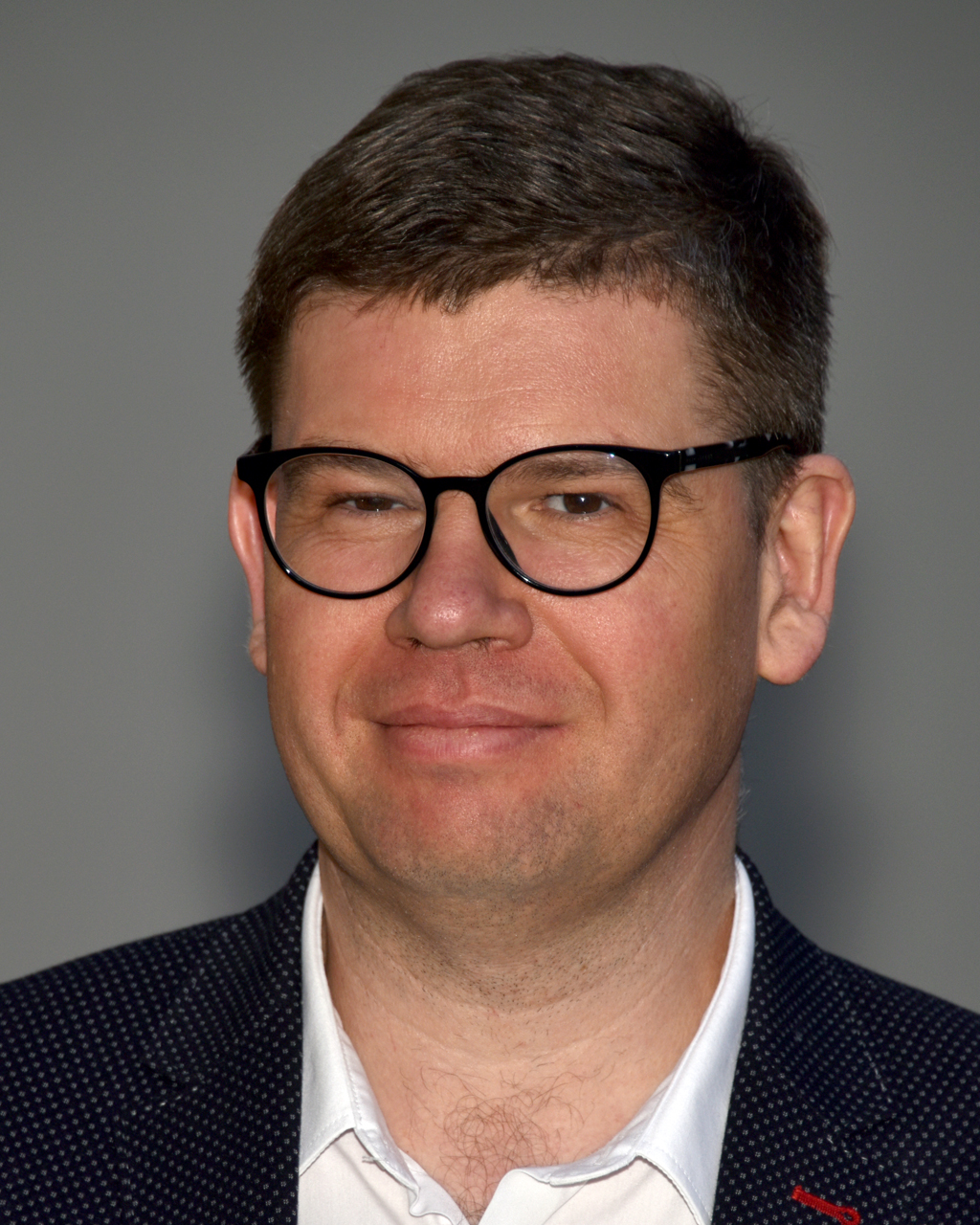
Председатель партии (2017-2019) Йиржи Поспишил

На парламентских выборах 2017 года партия получила поддержку со стороны монархистов, консерваторов и LES. На выборах партия получила 268 811 (5,31 %) голосов, едва преодолев 5 процентный барьер для вхождения в парламент. На партийном съезде после парламентских выборов 2017 года, председатель партии Мирослав Калоусек решил не переизбираться на пост председателя. Председателем партии был избран, недавно вошедший в неё, депутат Европейского парламента Иржи Поспишил. Первым заместителем председателя была избрана Маркета Пекарова Адамова. Новый председатель объявил, что его целью обновить сотрудничество между ТОП 09 и STAN.
На муниципальных выборах в Праге в 2018 году ТОП 09, STAN, KDU-ČSL, LES и SNK Европейские демократы объединились в избирательный блок «Объединенные силы для Праги» (чеш. Spojené síly pro Prahu). Блок собрал 4 127 063 (16,29 %) голосов и поддержал коалицию с Чешской пиратской партией и объединением Praha sobě. Приматором Праги стал Зденек Гржиб. Тем самым ТОП 09 вернулась к управлению чешской столицы.
На выборах в  европейский парламент (2019), партия выдвигалась вместе со STAN, Партией зелёных, LES и региональными движениями: «Старосты (STAN) с региональными партнёрами и ТОП 09» (чеш. STAROSTOVÉ (STAN) s regionálními partnery a TOP 09). На выборах было получено 276 220 голосов (11,65 %). На выборах было переизбрано два депутата Людек Нидермайер и Иржи Поспишил. Яромир Штетина у которого был конфликт с Иржи Поспишилом решил не выдвигаться от ТОП 09 и основал партию Evropa společně, однако она собрала на выборах, всего лишь 12 587 (0,53 %) голосов.

#### Председательница Маркета Пекарова Адамова (с 2019)

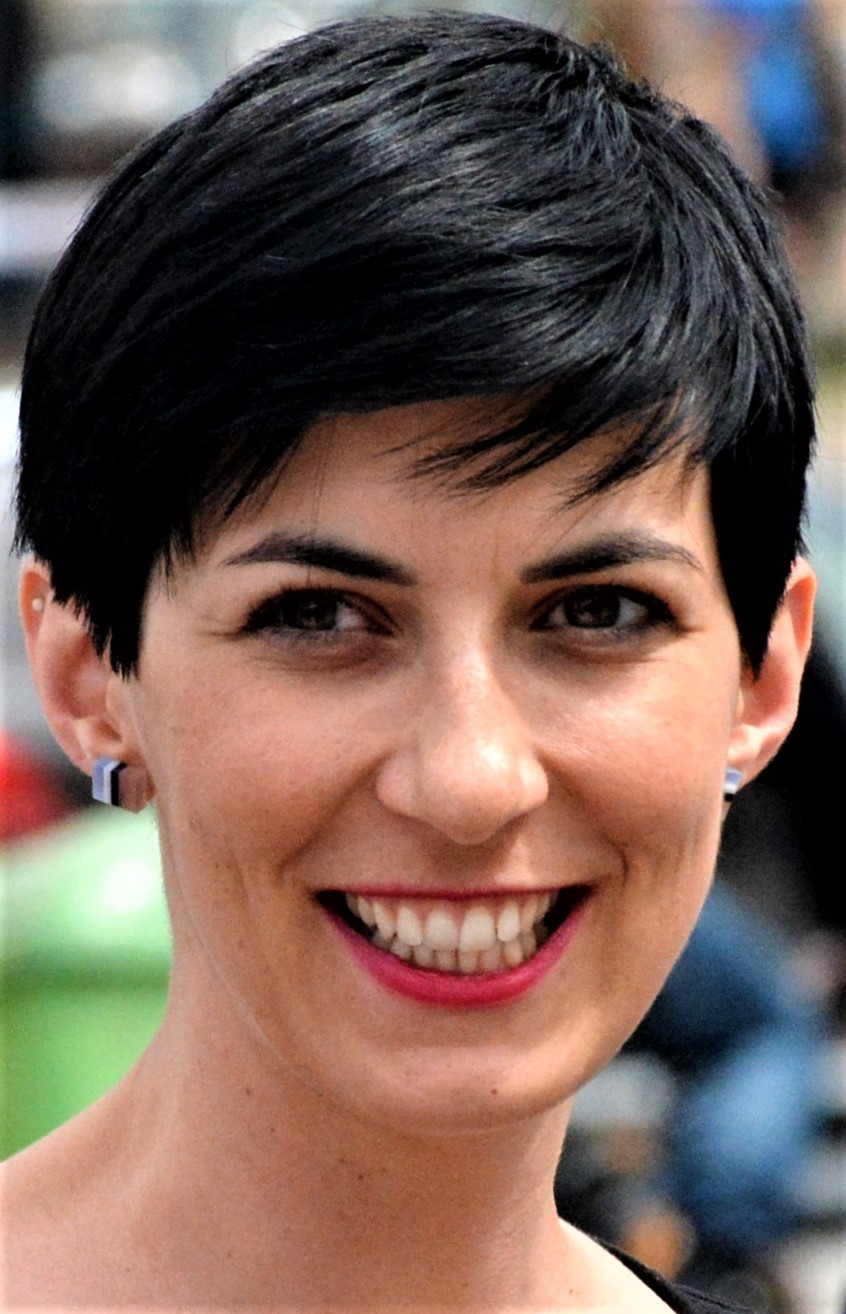
Председатель партии (2019 -) Маркета Пекарова Адамова

На партийном съезде 2019 года, председатель Иржи Поспишил решил не избираться вновь на пост председателя. Новым председателем была избрана депутат нижней палаты парламента Маркета Пекарова Адамова. Первым заместителем председателя был избран сенатор Томаш Чернин.
На региональных выборах 2020 года, партия не выдвигала самостоятельно своих кандидатов, а договорилась о предвыборных коалициях, в разных регионах, с ODS, KDU-ČSL, STAN, Партией зелёных, LES, HLAS, Чешская Корона и иными региональными партиями и движениями. Благодаря этому, кандидаты ТОП 09, смогли попасть во все региональные советы, за исключением Либерецкого края и края Высочина. На выборах в Сенат, в том же году, было избрано трое новых сенаторов от ТОП 09. После чего, новоизбранные сенаторы и сенатор Томаш Чернин, покинули сенаторский клуб STAN и перешли в сенаторский клуб ODS, который после этого стал называться сенаторским клубом ODS и TOP 09. Первым заместителем председателя клуба стал Томаш Чернин.  
Ассоциация Миллион мгновений призвала оппозиционные демократические партии к объединению и формированию избирательных коалиций на выборах, в том числе и на  выборах в нижнюю палату парламента. 27 октября 2020 года председатели ODS, KDU-ČSL и ТОП 09, подписали Меморандум о сотрудничестве перед парламентскими выборами. 9 декабря 2020 года было представлено название коалиции этих партий «Вместе» (чеш. SPOLU) и началась агитационная кампания. Из-за правительственных ограничений, связанных с пандемией COVID-19, агитационная кампания и подписание коалиционного соглашения, с планированной зимы переместилась на весну. 11 апреля 2021 года председатели партий подписали коалиционное соглашение, а 30 апреля представили предвыборную программу и кандидатов по избирательным округам. По итогу выборов, которые прошли в октябре 2021 года, партия получила 14 мандатов. Спустя месяц после выборов, партия заключила коалиционное соглашение с ODS, KDU-ČSL, STAN и Пиратской партией. В будущем правительстве, партии достанется пост министра здравоохранения и министра науки, исследований и инноваций.

### Правительство Петра Фиалы (с 2021)
28 ноября 2021 года, президент Милош Земан утвердил на должности нового премьер-министра Петра Фиалу и поручил ему сформировать правительство. 17 декабря 2021 года, президент утвердил новый состав правительства, от TOP 09 в правительство вошли: 
| Должность                                        | Министр            | Партия | Начало исполнения обязанностей | Конец исполнения обязанностей |
| ------------------------------------------------ | ------------------ | ------ | ------------------------------ | ----------------------------- |
| Вице-премьер Чехии Министр здравоохранения Чехии | Властимил Валек    | TOP 09 | 17 декабря 2021 года           |                               |
| Министр по вопросам науки и исследований         | Гелена Лангшалдова | TOP 09 | 17 декабря 2021 года           |                               |

## Организационная структура
Партия состоит из краевых организаций (Krajské organizace), краевые организации из региональных организаций (Regionální organizace), региональные организации из местных организаций (Místní organizace). Высшим органом партии является общегосударственный сейм (celostátní sněm), между общегосударственными сеймами — исполнительный комитет (výkonný výbor), между заседаниями исполнительного комитета — президиум партии (předsednictvo strany), высшие органы краевых организаций — краевые сеймы (krajský sněm), между краевыми сеймами — краевые комитеты (krajský výbor), между заседаниями краевого комитета — краевые президиумы (krajské předsednictvo), высшие органы региональных организаций — региональные сеймы (regionální sněm), между региональными сеймами — региональные комитеты (regionální výbor), высшие органы местных организаций — местные сеймы (místní sněm), между местными сеймами — местные комитеты (místní výbor), высший контрольный орган — арбитражный комитет (smírčí výbor).

## Президиум партии
- (2009) Председатель: Карел Шварценберг • Первый заместитель председателя: Мирослав Калоусек

- (2011) Председатель: Карел Шварценберг • Первый заместитель председателя: Мирослав Калоусек

- (2013) Председатель: Карел Шварценберг • Первый заместитель председателя: Мирослав Калоусек

- (2015) Почётный председатель: Карел Шварценберг • Председатель: Мирослав Калоусек • Первый заместитель председателя: Марек Женишек

- (2017) Почётный председатель: Карел Шварценберг • Председатель: Йиржи Поспишил • Первый заместитель председателя: Маркета Пекарова Адамова

- (2019) Почётный председатель: Карел Шварценберг • Председатель: Маркета Пекарова Адамова • Первый заместитель председателя: Томаш Чернин

- (2021) Почётный председатель: Карел Шварценберг • Председатель: Маркета Пекарова Адамова • Первый заместитель председателя: Томаш Чернин

- (2023) Почётный председатель: Карел Шварценберг • Председатель: Маркета Пекарова Адамова • Первый заместитель председателя: Властимил Валек

## Результаты на выборах

### Выборы вПалату депутатов Парламента Чешской Республики

Результаты выборов 2010 года по регионам

Результаты выборов 2013 года по регионам

Результаты выборов 2017 года по регионам

Результаты выборов 2021 года по регионам

| Год  | Голоса    | Голоса | Изменения                 | Изменения                 | Мандаты             | +/-     | Правительство | Примечания                                               |
| Год  | Голоса    | %      | Голоса                    | %                         | Мандаты             | +/-     | Правительство | Примечания                                               |
| ---- | --------- | ------ | ------------------------- | ------------------------- | ------------------- | ------- | ------------- | -------------------------------------------------------- |
| 2010 | 873 833   | 16,71  | Впервые                   | Впервые                   | 41 из 200           | Впервые | Да            | Коалиционное правительство с ODS и Дела общественные     |
| 2013 | 596 357   | 11,99  | ▼ 277 476                 | ▼ 4,71                    | 26 из 200           | ▼ 15    | Нет           | Оппозиция                                                |
| 2017 | 268 811   | 5,31   | ▼ 327 546                 | ▼ 6,68                    | 7 из 200            | ▼ 19    | Нет           | Оппозиция                                                |
| 2021 | 1 493 905 | 27,79  | В рамках коалиции «SPOLU» | В рамках коалиции «SPOLU» | 71 из 200 14 из 200 | ▲ 7     | Да            | Коалиционное правительство с ODS, STAN, KDU-ČSL и Piráti |

### Выборы вСенат Чехии
| Год  | Первый тур | Первый тур | Второй тур | Второй тур | Мандаты | Мест в Сенате | +/- |
| Год  | Голоса     | %          | Голоса     | %          | Мандаты | Мест в Сенате | +/- |
| ---- | ---------- | ---------- | ---------- | ---------- | ------- | ------------- | --- |
| 2010 | 150 046    | 13,08      | 41 131     | 6,04       | 1 из 27 | 1 из 81       | ▲ 1 |
| 2012 | 46 983     | 5,34       | -          | -          | 0 из 27 | 1 из 81       | ▬ 1 |
| 2014 | 2 055      | 15,55      | -          | -          | 0 из 27 | 0 из 81       | ▼ 1 |
| 2014 | 87 123     | 8,49       | 31 197     | 6,58       | 0 из 27 | 0 из 81       | ▬ 0 |
| 2016 | 70 653     | 8,02       | 30 820     | 7,27       | 2 из 27 | 2 из 81       | ▲ 2 |
| 2018 | 41 980     | 3,85       | 22 580     | 5,40       | 1 из 27 | 3 из 81       | ▲ 1 |
| 2020 | 46 575     | 4,67       | 33 938     | 7,51       | 2 из 27 | 5 из 81       | ▲ 2 |
| 2022 | 73 473     | 6,6        | 33 341     | 7,0        | 3 из 27 | 6 из 81       | ▲ 1 |
| 2024 | 44 320     | 5,6        | 17 457     | 4,5        | 2 из 27 | 7 из 81       | ▲ 1 |

### Выборы вЕвропейский парламент
| Год  | Голоса  | Голоса | Изменения | Изменения | Мандаты | +/-     | Примечания       |
| Год  | Голоса  | %      | Голоса    | %         | Мандаты | +/-     | Примечания       |
| ---- | ------- | ------ | --------- | --------- | ------- | ------- | ---------------- |
| 2014 | 241 747 | 15,95  | Впервые   | Впервые   | 3 из 21 | Впервые | Коалиция со STAN |
| 2019 | 276 220 | 11,65  | ▲ 34 473  | ▼ 4,3     | 2 из 21 | ▼ 1     | Коалиция со STAN |

### Президентские выборы
Перед первыми прямыми выборами президента в 2013 году, в октябре 2011 года председатель партии TOP 09 и министр иностранных дел Чехии Карел Шварценберг объявил о своём намерении участвовать. Кандидатуру Шварценберга поддержало 38 депутатов парламента. В первом туре выборов Шварценберг набрал 1 204 195 (23,40 %) голосов и вышел во второй тур. Во втором туре, Шварценберг набрал 2 241 171 (45,19 %) голосов и проиграл Милошу Земану.
На президентских выборах в 2018 году партия не выдвигала своего кандидата и в первом туре никого не поддержала. Председатель партии Иржи Поспишил заявил, что идеальным кандидатом бы был: "демократ, который поддерживает свободу, демократию и отвергает автократические, тоталитарные и популисткие практики". По словам Иржи Поспишила действующий президент Милош Земан не подходит под такие критерии. Во втором туре партия поддержала Йиржи Драгоша, который набрал 2 701 206 (48,63 %) голосов и проиграл Милошу Земану.
На президентских выборах в 2023 году партия не выдвигала своего кандидата и поддержала в рамках коалиции SPOLU трёх кандидатов — Петра Павела, Дануше Нерудову и Павла Фишера. Во втором туре партия вновь поддержала в рамках SPOLU вышедшего во второй тур Петра Павла, который был избран президентом Чехии.

## Логотип партии

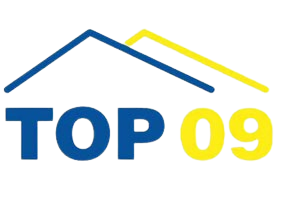
Логотип партии (2009)
Логотип партии (2009—2017)
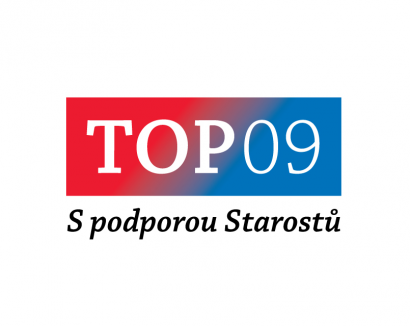
Логотип на агитационных материалах — ТОП 09 с поддержкой Старост (2010—2013)
Логотип партии (2017)
Логотип коалиции (2021)